# Titaniloricus inexpectatovus
Titaniloricus là một chi của ngành Loricifera. Nó chứa một loài là Titaniloricus inexpectatovus, mô tả bởi Gunnar Gad vào năm 2005.